# Hebei

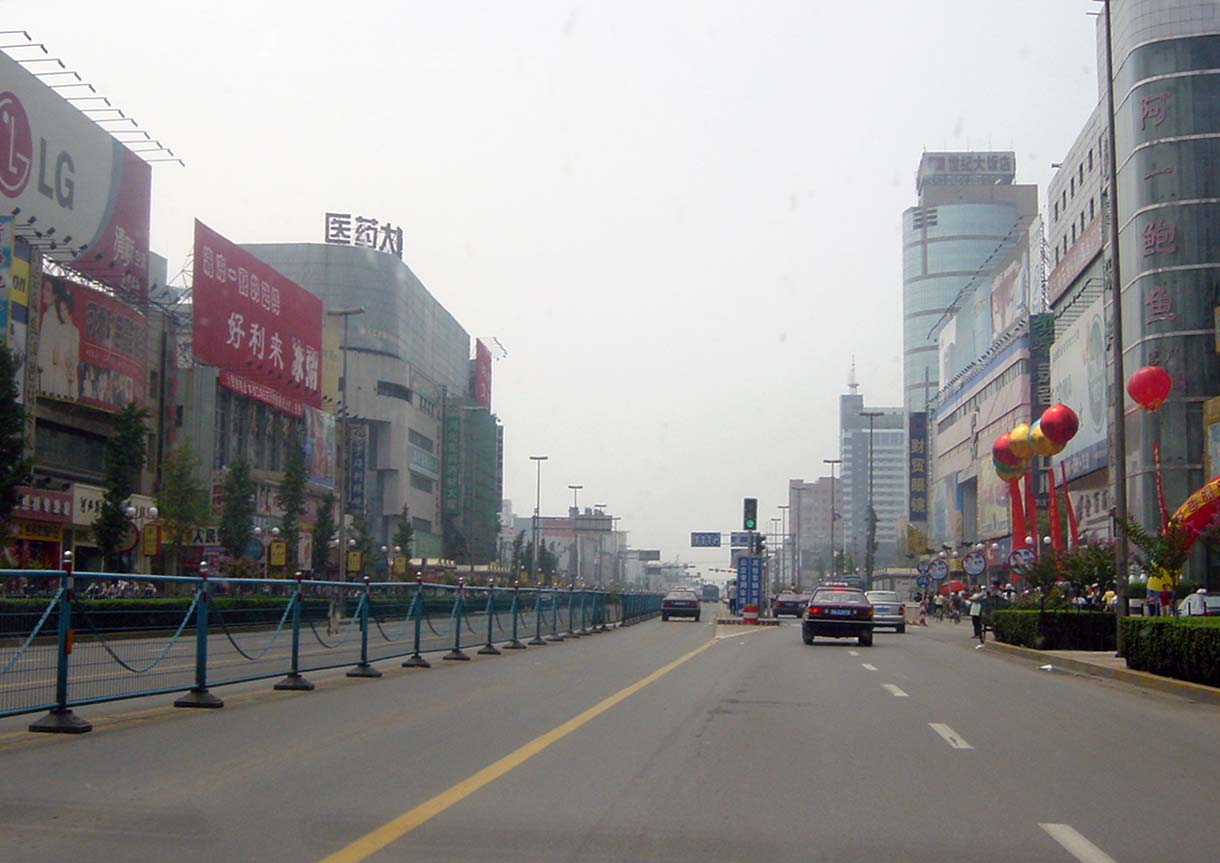
centrum stolicy prowincji Hebei – Shijiazhuang

Hebei (wymowaⓘ; chiń. 河北; pinyin Hébĕi; Wade-Giles Ho-pei; dosł. „Na północ od Rzeki”) – północna prowincja Chińskiej Republiki Ludowej, położona na północ od Huang He, od wschodu granicząca z Morzem Wschodniochińskim. Wewnątrz jej terytorium znajduje się miasto wydzielone i stolica Chin – Pekin oraz miasto wydzielone Tiencin. Stolicą prowincji jest natomiast Shijiazhuang.
Prowincję ustanowiono w 1928 z części wcześniejszej prowincji Zhili.

## Podział administracyjny
| Mapa                    | Lp.          | Nazwa    | Chiński          | Hanyu pinyin         | Siedziba |
| ----------------------- | ------------ | -------- | ---------------- | -------------------- | -------- |
|                         |              |          |                  |                      |          |
| – Prefektury miejskie — |              |          |                  |                      |          |
| 1                       | Shijiazhuang | 石家莊市 | Shíjiāzhuāng Shì | Dzielnica Chang’an   |          |
| 2                       | Baoding      | 保定市   | Bǎodìng Shì      | Dzielnica Xinshi     |          |
| 3                       | Cangzhou     | 滄州市   | Cāngzhōu Shì     | Dzielnica Yunhe      |          |
| 4                       | Chengde      | 承德市   | Chéngdé Shì      | Dzielnica Shuangqiao |          |
| 5                       | Handan       | 邯鄲市   | Hándān Shì       | Dzielnica Hanshan    |          |
| 6                       | Hengshui     | 衡水市   | Héngshǔi Shì     | Dzielnica Taocheng   |          |
| 7                       | Langfang     | 廊坊市   | Lángfāng Shì     | Dzielnica Anci       |          |
| 8                       | Qinhuangdao  | 秦皇島市 | Qínhuángdǎo Shì  | Dzielnica Haigang    |          |
| 9                       | Tangshan     | 唐山市   | Tángshān Shì     | Dzielnica Lunan      |          |
| 10                      | Xingtai      | 邢台市   | Xíngtái Shì      | Dzielnica Qiaodong   |          |
| 11                      | Zhangjiakou  | 張家口市 | Zhāngjiākǒu Shì  | Dzielnica Qiaoxi     |          |